# Sava Luburić
Sava Luburić (18 aprile 2002) è un giocatore di football americano serbo, che gioca nel ruolo di safety per i Beograd Vukovi.